# Péyi-A
Péyi-A és un moviment polític independentista martiniquès fundat el 2019 per Jean-Philippe Nilor i Marcellin Nadeau.

## Història
Péyi-A va ser fundat el 3 de febrer de 2019 pel diputat de l'Assemblea Nacional francesa Jean-Philippe Nilor, que havia abandonat el Moviment per la Independència Martiniquès (MIM) unes setmanes abans, i Marcellin Nadeau, alcalde de Le Prêcheur i copresident del moviment.
Aquest moviment reuneix antics membres del MIM, del Moviment dels Demòcrates i Ecologistes per una Martinica Sobirana, del Nou Pèp La i del Partit per l'Alliberament de Martinica, i defensa la «co-construcció» i els interessos de l'illa de Martinica.
Durant les eleccions presidencials franceses de 2022, el partit va donar suport a La França Insubmisa de Jean-Luc Mélenchon a qui considera «l'únic candidat que pot donar resposta als problemes del territori». A les eleccions legislatives franceses de 2022, Péyi-A es va unir a la coalició de la Nova Unió Popular Ecològica i Social, així com al Nou Front Popular a les eleccions legislatives franceses de 2024.

## Resultats electorals

### Eleccions legislatives
| Any   | 1a volta | 1a volta | 2a volta | 2a volta | Escons | Pos. | Govern   |
| Any   | Vots     | %        | Vots     | %        | Escons | Pos. | Govern   |
| ----- | -------- | -------- | -------- | -------- | ------ | ---- | -------- |
| 2022a | 13.487   | 21,72    | 28.093   | 38,53    | 2 / 4  | 1r   | Oposició |
| 2024b | 41.527   | 46,05    | 57.402   | 61,98    | 3 / 4  | 1r   | Oposició |

a Part de la Nova Unió Popular Ecològica i Social.
b Part del Nou Front Popular.

### Eleccions Territorials
| Any  | 1a volta | 1a volta | 1a volta | 2a volta | 2a volta | 2a volta | Escons | Líder               |
| Any  | Vots     | %        | Rang     | Vots     | %        | Pos.     | Escons | Líder               |
| ---- | -------- | -------- | -------- | -------- | -------- | -------- | ------ | ------------------- |
| 2021 | 11.481   | 12,01    | 4t       | 16.664   | 12,54    | 4t       | 5 / 51 | Jean-Philippe Nilor |